# Simon Gregory Perera
Pour les articles homonymes, voir Perera.
Compléments
Perera fut un des meilleurs historiens de Sri Lanka
Simon Gregory Perera (ou simplement S.G.Perera), né le 5 juin 1882 à Kalutara (Sri Lanka) et décédé le 19 février 1950 à Galle (Sri Lanka) était un prêtre jésuite ceylanais (Sri Lanka). Premier jésuite cinghalais il fut écrivain, historiographe et historien ecclésiastique de renom. 

## Biographie

### Formation et carrière
À la fin de ses études secondaires au St. Joseph's College puis Wesley College de Colombo, il réussit l’examen d’État lui permettant d’entrer dans la fonction publique; il travaille  quelque temps à la municipalité de Ratnapura. 
Cependant, à 23 ans, il entre dans la Compagnie de Jésus (8 septembre 1905), pour la mission de Galle, et fait son noviciat à Shembaganur, près de Kodaikanal en Inde du Sud. Ses années de formation religieuse et sacerdotale se passent en Inde : il est ordonné prêtre le 21 novembre 1918 au théologat jésuite de Kurseong (Inde). En 1920 il est de retour à Ceylan. 
Perera passe presque toute sa vie comme professeur au collège Saint-Louis, à Galle où il enseigne d'abord le latin et religion dans les classes supérieures. Il fut cependant directeur du collège Saint-Servais de Matara, au début des années 1930, et pendant quelque temps le secrétaire de délégué apostolique du Saint-Siège pour Inde, Birmanie et Ceylan, Mgr Pietro Pisani (1871-1960), alors en résidence à Kandy, et professeur de missiologie à l’université grégorienne de Rome, de 1932 à 1933.  En 1939 il est pour un temps le vicaire général de l’évêque de Galle.
En mai 1940, Perera est victime d’une attaque cérébrale qui lui paralyse le côté droit. Sa mobilité en est réduite mais ses activités de recherche et publications continuent. Éditeur du 'Ceylon Literary Register', il est membre de la ‘Ceylon Historical Commission’ et actif à la ‘Ceylon Royal Asiatic Society’. 
Le père S.G. Perera travaillait à son histoire de l’Église catholique à Ceylan – il en avait terminé cinq chapitres – lorsqu’il meurt le 19 février 1950.

### Historien de Ceylan
Durant ses années d’études théologiques il commence à s’intéresser à l’histoire de Ceylan et particulièrement les origines et développement du christianisme dans son pays. En 1932 il écrit une ‘Histoire de Ceylan’, couvrant la période de 1505 à 1950 destiné aux écoles. Au contraire de beaucoup d’autres ce manuel scolaire présente l’histoire du pays dans une perspective nationale ceylanaise, et non pas coloniale anglaise.  La première partie, les périodes coloniales portugaise et hollandaise (1505 à 1796) fut rééditée treize fois, et la seconde partie, la période anglaise (1796-1950), seize fois. L’ouvrage fut traduit en cinghalais. 
Une importante contribution scientifique fut sa traduction en anglais, à partir du portugais, de l’œuvre mémorable de Fernão de Queiroz «Conquista Temporal e Espiritual de Ceylão» (de 1688), faite à la demande (en 1918) des autorités gouvernementales. Le texte est publié en 1930 et est considéré comme une contribution majeure à l’histoire de Ceylan.  
Perera visite les bibliothèques et archives de Goa, Lisbonne, La Haye, Londres, Rome et Paris. Il met au jour nombre de manuscrits et anciens documents concernant l’histoire de son pays. Il sort de ces recherches une quinzaine de livres et 300 articles érudits et conférences, entre autres sur ‘The city of Colombo’ ou ‘The rise and fall of the Kandyan kingdom’. En fait il est le premier historien moderne du Sri Lanka.
Des archives romaines de la Compagnie de Jésus Perera obtient copies des lettres envoyées par les missionnaires jésuites de Ceylan des XVIe et XVIIe siècles. Il les traduit pour les publier régulièrement, de 1915 à 1921, dans le 'Ceylon Antiquary and Literary Register' de Colombo. Ces lettres sont à la base du livre The Jesuits in Ceylon, qu’il publie en 1941. 
Aux archives de Lisbonne il découvre des manuscrits concernant le travail des prêtres oratoriens de Goa qui, clandestinement, vinrent au secours des catholiques de Ceylan, lorsque sous la domination hollandaise, ils étaient persécutés. Et entre autres sur le plus célèbre d’entre eux, le père Joseph Vaz, canonisé en 2014, dont, le premier, il écrira une biographie qui reste à ce jour la plus complète. Et la mission oratorienne à Ceylan fera l'objet d'une autre publication (en 1936-1938).

## Reconnaissance publique
- En 1983, à l’occasion du centenaire de la naissance du père S.G.Perera, le gouvernement du Sri Lanka exprima son appréciation de l’œuvre de l’historien au service du pays en émettant un timbre-poste commémoratif à son effigie.

## Écrits
Parmi la quinzaine de livres (et quelque 300 articles):
- The Temporal and Spiritual Conquest of Ceylon (traduction de l’œuvre de Fernão de Queiroz), 1930.
- The Oratorian Mission in Ceylon; Historical Documents Relating to the Life and Labours of the Venerable Father Joseph Vaz, His Companions and Successors, (documents édités par S.G.Perera),  Caxton Printing Works, 1936, 550p.
- A History of Ceylon [1505-1796], 1941
- The Jesuit in Ceylon (In the XVI and XVII Centuries), Asian Educational Services, 2004 (réédition), 176 p.
- Life of the Venerable Father Joseph Vaz, Apostle of Ceylon, Galle, Catholic press, 1943.
- Historical Sketches: (Ceylon Church History), Catholic Book Depot, 1962 ,195 p.